# Riksdag

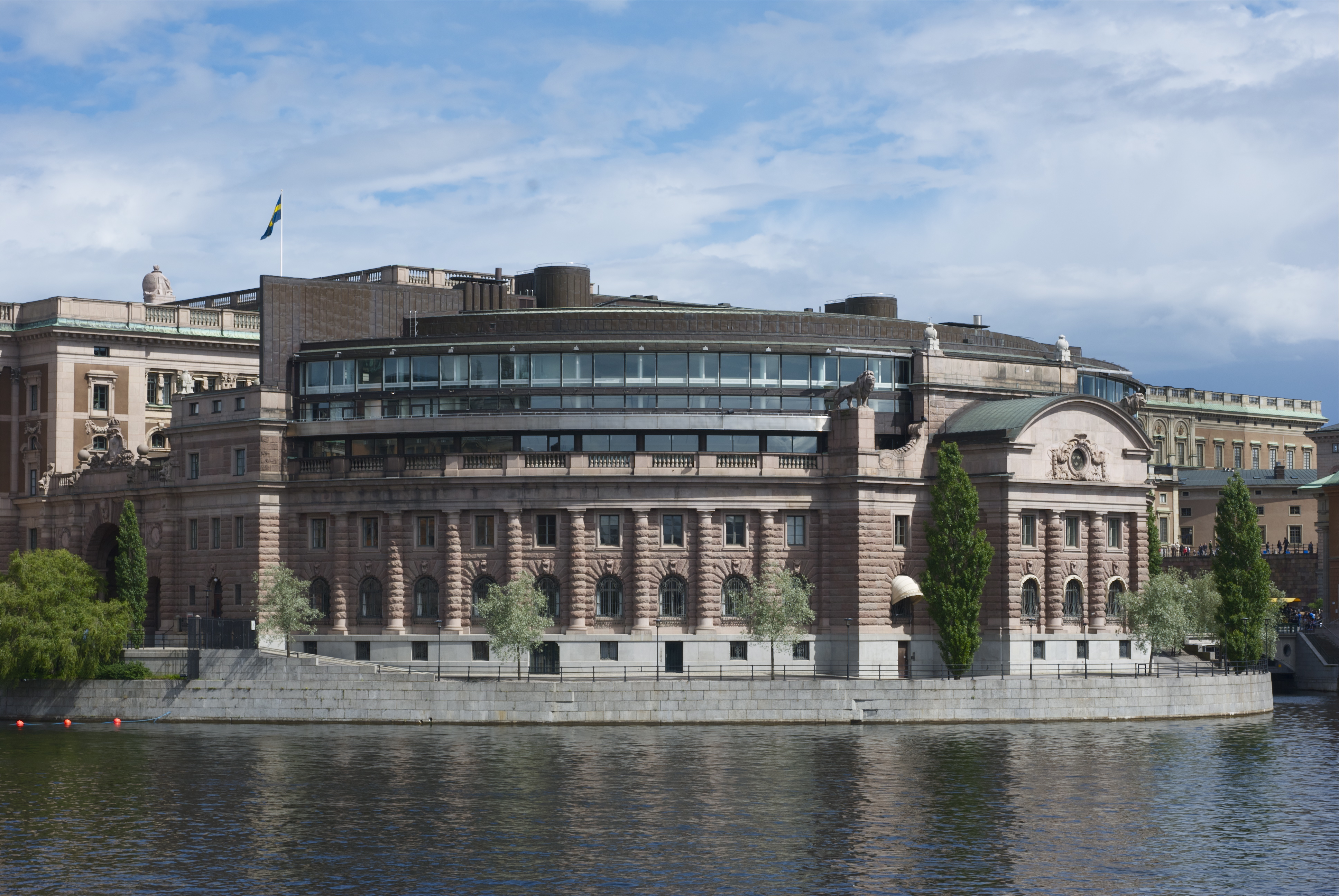
A nyugati épületrész a Rosenbad felől nézve

Sveriges riksdag vagy Riksdagen (a.m. Az országgyűlés) Svédország egykamarás parlamentje.

## Felépítése
- Házelnök Andreas Norlén (2018. szeptember 24. óta)
- Létszáma: 349 tagú
- Választás: a képviselőket négy évre választják
- Legutóbbi választások: 2022. szeptember 11.

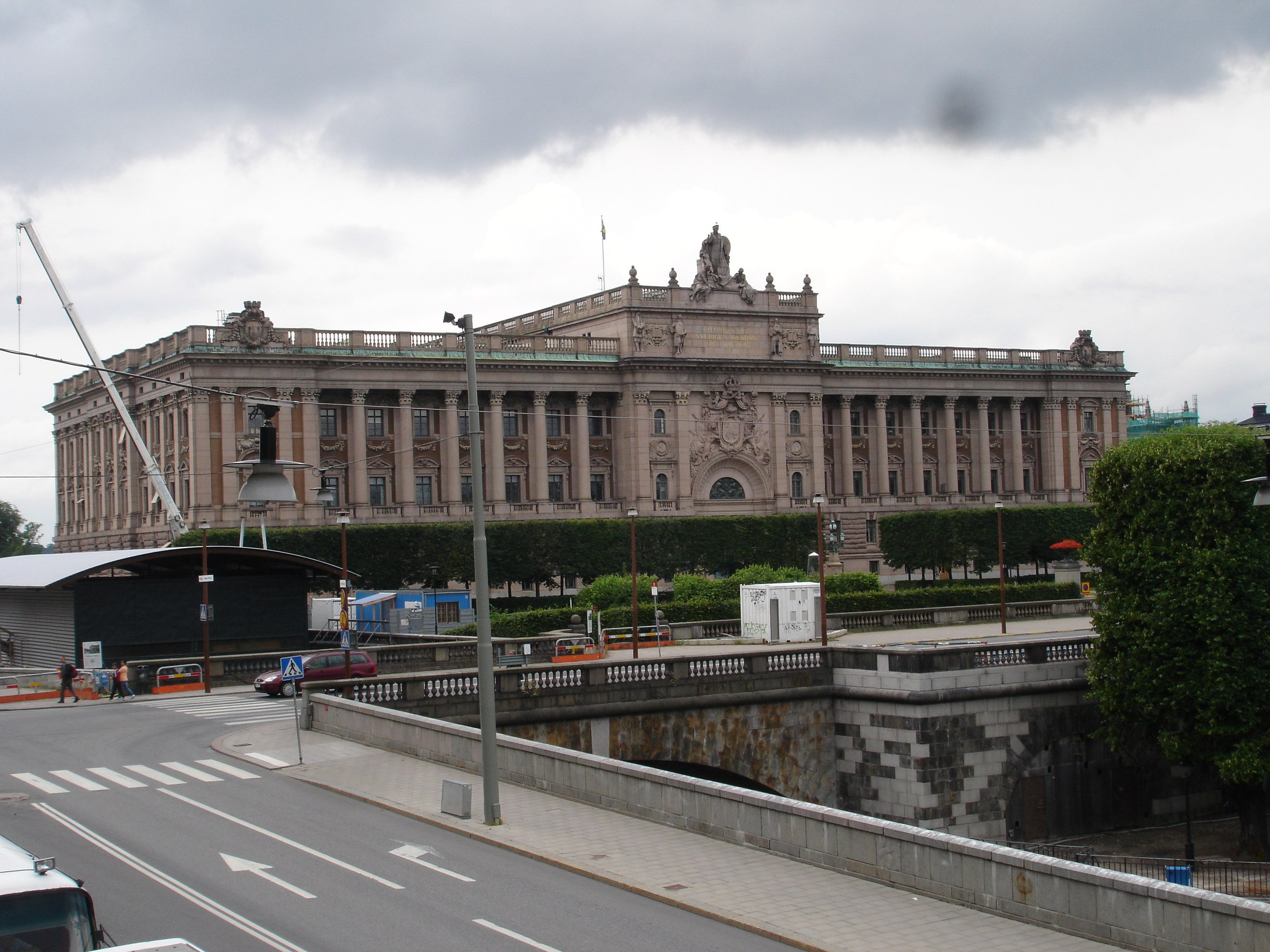
A keleti épületrész a Királyi palota felől nézve.

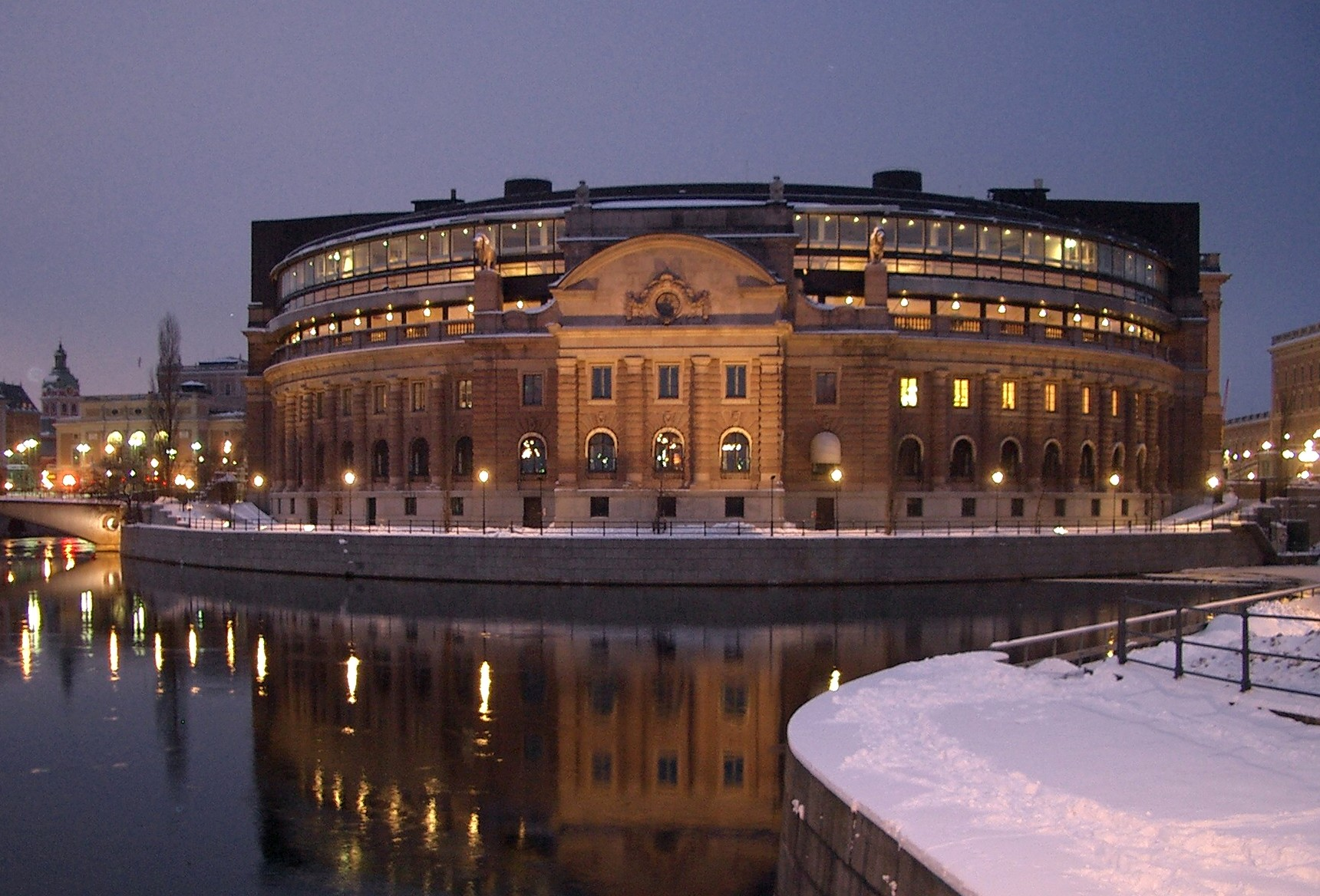
A nyugati épületrész a Vasa-hídról nézve.

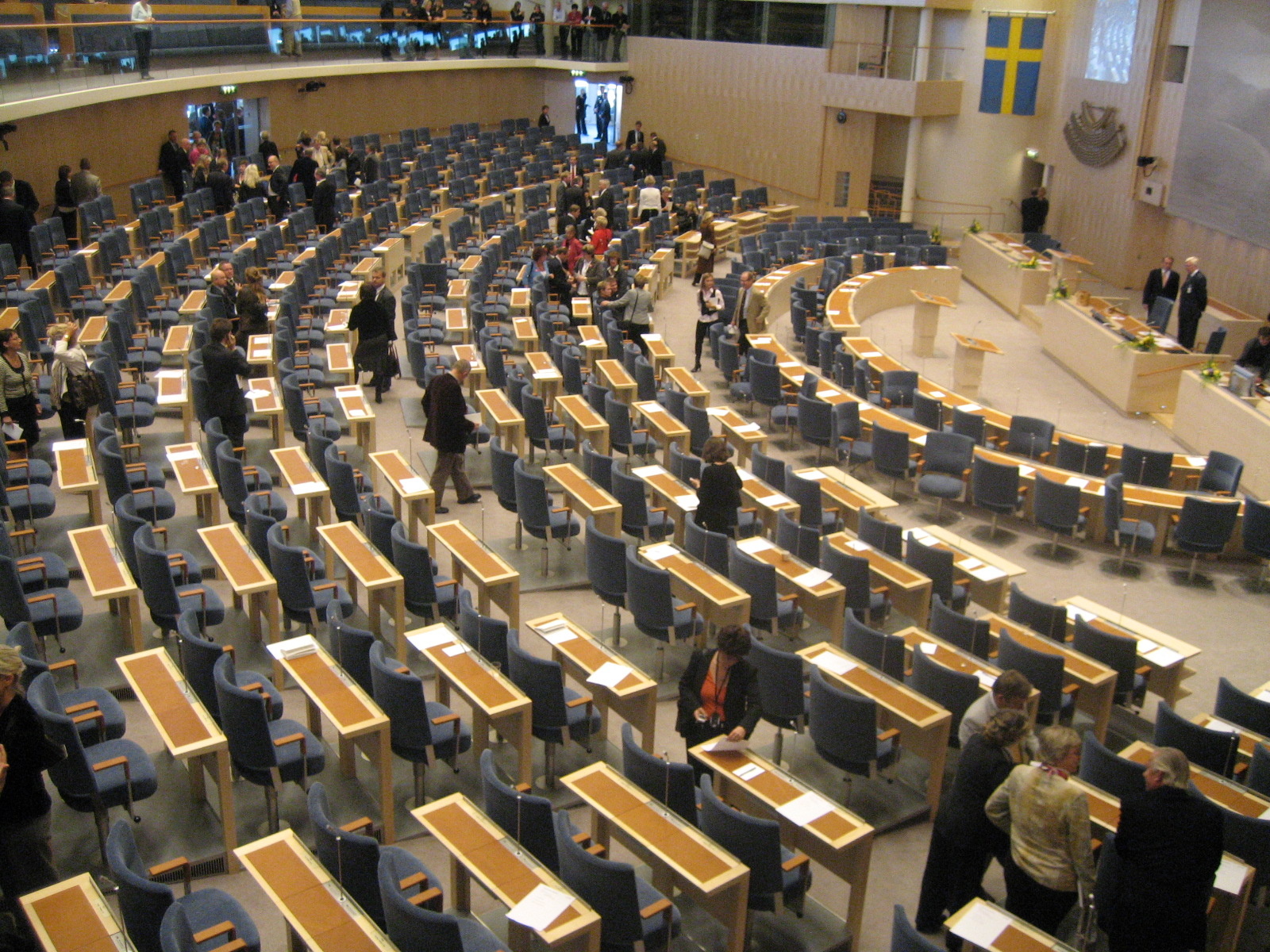
A parlament ülésterme.

## Összetétele
A Riksdag egy demokratikus parlament teendőit látja el. Törvényeket hoz, alkotmányt módosíthat, kormányt nevezhet ki. Az új kormányzási forma szerint (amit 1974-ben vezettek be) a kormányalkotás feladatát megvonták a királytól és a Riksdag házelnökének adták át. Bármilyen alkotmány-változtatást a parlament kétszer kell elfogadjon, két egymásutáni választási időszakban.

## Kormány
A parlamentbeli pártokkal való megbeszélés után a házelnök kinevezi a miniszterelnököt (svédül: Statsminister). Ezután a miniszterelnök megalkotja a kormányt, amit a parlament elfogad. A parlament többségi szavazás alapján kényszerítheti a kormány bármely tagját a lemondásra. Ha a miniszterelnök ellen szavaznak, az egész kormány lemond, és a folyamat elölről kezdődik.

## Politika
A svéd képviselők szavazáskor általában a pártjuk irányvonalát követik. Szinte soha egy pártnak sem sikerült megszereznie több mint 50%-ot a szavazatokból, így kisebbségi vagy koalíciós kormányzásra kényszerültek. Általában két nagy blokk van: bal- és jobboldali, vagy szocialisták és nem-szocialisták (konzervatívok / liberálisok).

## Választások
A parlament tagjait országos választásokon választják meg 4 évre. A választást korábban szeptember harmadik vasárnapján tartottak, 2013 óta pedig szeptember második vasárnapján tartják. A 18 évet betöltött svéd állampolgárok szavazhatnak. Egy pártnak legalább 4%-ot kell elérnie ahhoz, hogy a parlamentbe jusson.

## Története
A modern Riksdag gyökereit 1435-ben kell keresni, amikor a svéd nemesség Arboga városában összegyűlt. Ezt I. Gusztáv király 1527-ben megváltoztatta, hogy a társadalom mind a négy rétege jelen legyen: nemesség, egyház, városiak és a parasztság. Ezt a formát (amit Ständestaat-nak neveztek) 1865-ig megtartották, amikor a modern kétkamarás parlament létrejött. Mivel nem bizonyult működőképesnek, ezért 1920-ban visszaállították az egykamarás parlamentet.